# شکوفه‌های پرپر
شکوفه‌های پرپر یا مرد زردپوست و دختر (به انگلیسی: Broken Blossoms or The Yellow Man and the Girl) فیلمی در ژانر درام و عاشقانه است.
کارگردان فیلم شکوفه‌های پرپر یا مرد زردپوست و دختر، د.و. گریفیث است. فیلم در سال ۱۹۱۹ ساخته شد و بازیگران آن لیلیان گیش و ریچارد بارتلمس هستند.